# Solo un día más
Solo un día más, es la primera grabación (casete) que realizó la banda argentina de hardcore melódico Shaila. Está editado bajo un sello propio denominado Speed Power Emotion Discos (SPE), siendo esta la primera grabación del sello. Fue reeditado en 2001, y actualmente se encuentra agotado.

## Lista de temas
1. Ella y vos
2. Escapar
3. Viendo
4. Envuelto en seda

## Miembros
- Joaquín Guillén (Voz y guitarra base)
- Pablo Coniglio (Bajo y coros)
- Yasser Eid (Guitarra líder)
- Alejo (Batería)

- Datos: Q6131621